# Подворье Марии Магдалины (Магдала)
Подворье Марии Магдали́ны в Магдале — подворье Горненского монастыря Русской духовной миссии в Иерусалиме Московского патриархата на месте, где, согласно преданию, Иисус Христос изгнал семь бесов из Марии Магдалины (Мк. 16:9). Расположено в Галилее неподалёку от горы Арбель, в 3 км севернее города Тверия по шоссе 90, на западном берегу Тивериадского озера.
На подворье располагается большой сад с грейпфрутовыми деревьями, а также природные источники с целебной водой: тёплый радоновый, «Глазной», в котором набирают воду для питья, и тот источник, около которого, согласно преданию, Иисус Христос исцелил Марию Магдалину.

## История
Магдала считается местом происхождения святой Марии Магдалины, ученицы Христа и мироносицы. По преданию, именно на месте нынешнего расположения храма в её честь произошло чудо изгнания из неё семи бесов.

После сего Он проходил по городам и селениям, проповедуя и благовествуя Царствие Божие, и с Ним двенадцать, и некоторые женщины, которых Он исцелил от злых духов и болезней: Мария, называемая Магдалиной, из которой вышли семь бесов, и Иоанна, жена Хузы, домоправителя Иродова, и Сусанна, и многие другие, которые служили Ему имением своим.— Лк. 8.2
Место рождения Марии Магдалины стало объектом паломничества ещё в средние века, со времени Византийской империи. Здесь была построена церковь, которая позднее, предположительно, от рук сарацин была разрушена. При крестоносцах церковь была восстановлена. О ней упоминает русский игумен Даниил.
В 1908 году архимандритом Леонидом (Сенцовым) был приобретён большой участок земли на побережье Галилейского моря с источником святой Марии Магдалины. Как отмечал архимандрит Леонид, «близ Тиверии вновь приобретён большой участок на берегу Тивериадского озера с минеральными источниками, где рассаживается апельсиновый сад и предполагается выстроить храм и барак для поклонников. Это место представляет собой чудный оазис на пустынных берегах озера».
Первая мировая война помешала строительству храма во имя святой Марии Магдалины. На участке в Магдале в одном из домов была устроена временная часовня. В непростые для Русской Духовной Миссии послереволюционные годы часть земли и дом сдавались в аренду.
После образования Государства Израиль объект перешёл в ведение Русской духовной миссии Московского патриархата. Магдальский сад был обновлён. Этот участок считался одним из самых живописных на всём побережье Галилейского озера, вследствие чего давно вызывал интерес местных торговцев, которые обвиняли Русскую Духовную Миссию в неэффективном использовании этой земли.

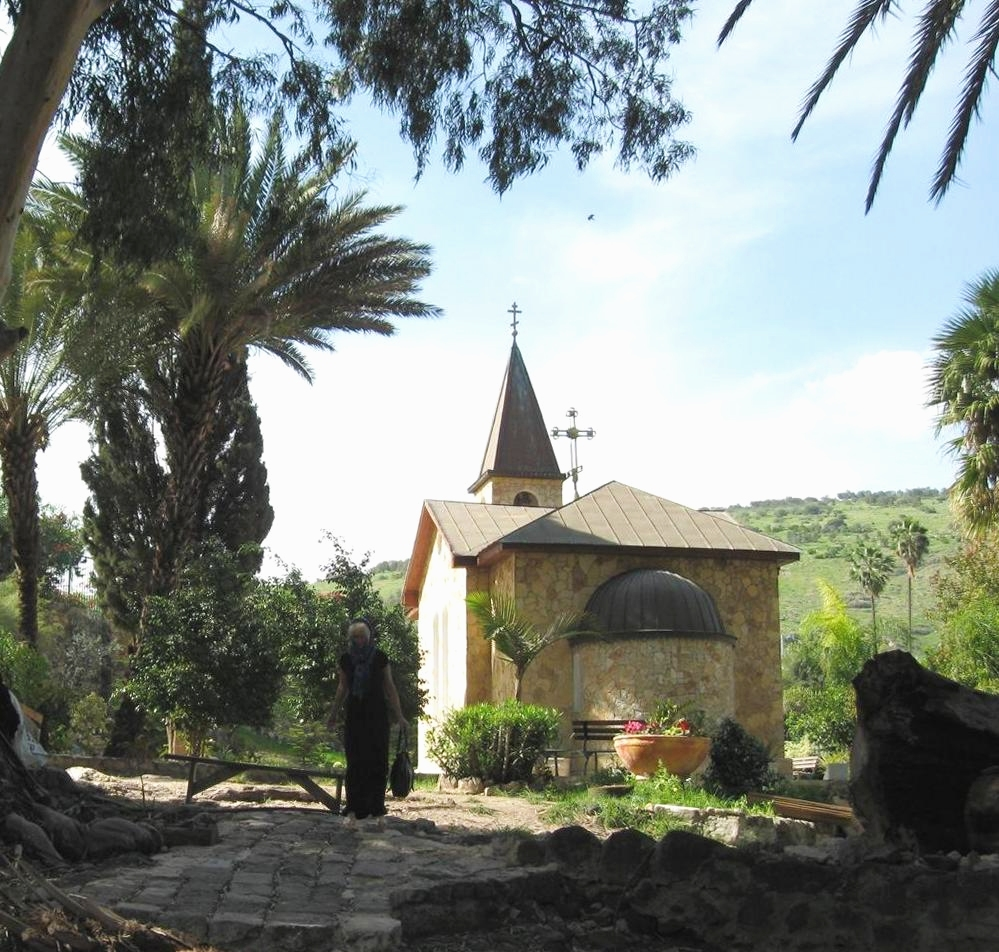
Церковь Святой Марии Магдалины, построенная в 1962 году

В 1962 году при начальнике РДМ архимандрите Никодиме (Ротове) на участке была построена небольшая церковь во имя святой Марии Магдалины.
В 1996 году в храме была проведена наружная и внутренняя реставрация.
К Пасхе 1997 года стены внутри храма были расписаны фресками в византийском стиле на евангельские темы московским художником Ярославом Добрыниным, связанные с Галилейским морем. В храме устроен новый деревянный иконостас.
В июне 1997 года Патриарх Московский и Всея Руси Алексий II заложил здесь первый камень «Дома для паломников», построенного впоследствии к 2000-летию христианства. Небольшая гостиница для паломников действует по сегодняшний день.
В 1998 году стараниями архимандрита Феодосия (Васнева) на участке в Магдале был построен новый дом для приёма паломников.
Подворье является закрытым объектом, посетить его можно только по благословению и по предварительной договорённости. Это сделано с целью оградить тихую жизнь подворья от зевак, так как оно расположено у дороги, по которой проходят многочисленные экскурсионные туры.

## Источники

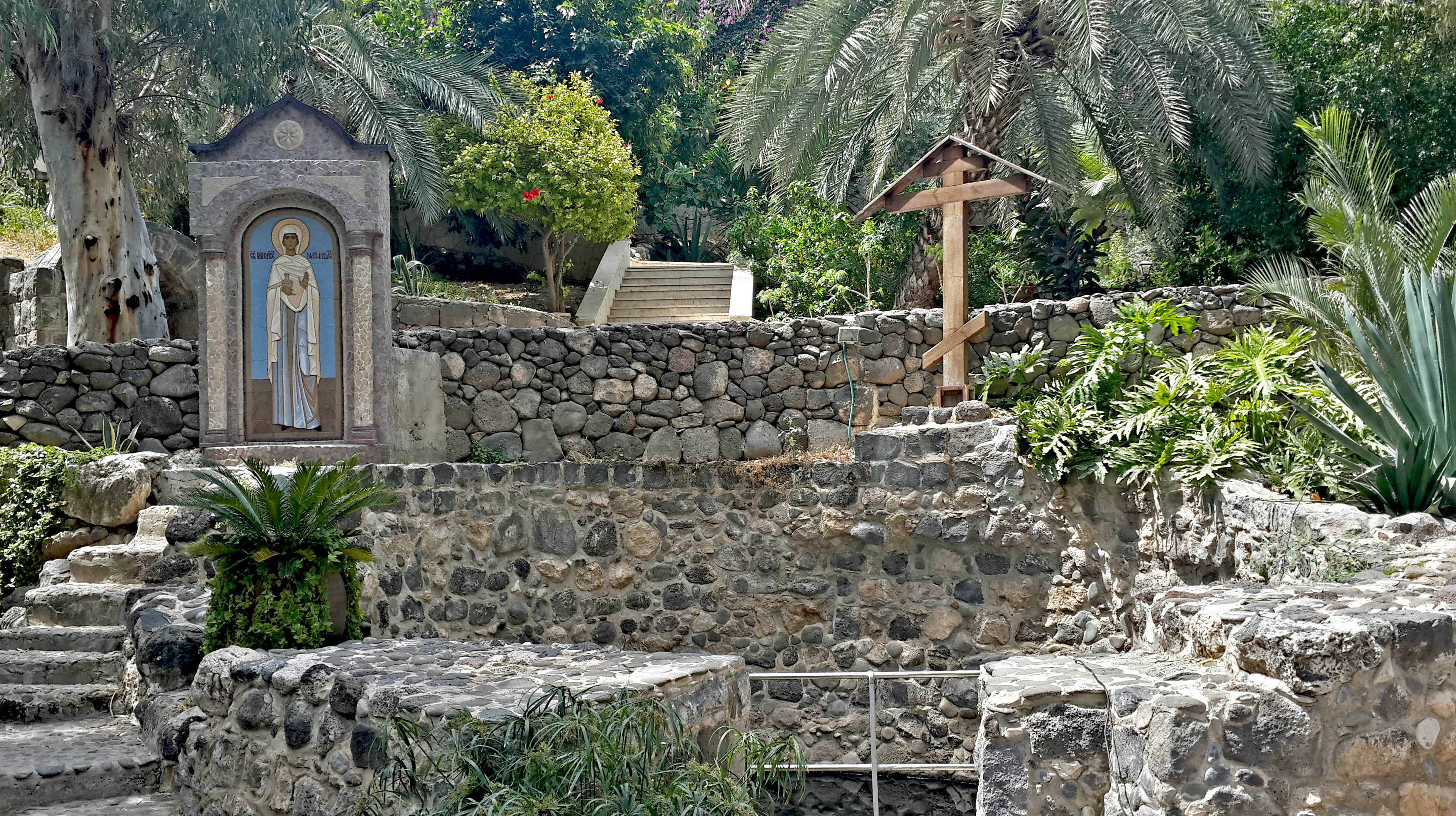
Источник святой Марии Магдалины